# ミッチェル・トゥルビスキー
ミッチェル・ディビッド・トゥルビスキー（Mitchell David Trubisky , 1994年8月20日 - ）は、アメリカ合衆国オハイオ州メンター出身のプロアメリカンフットボール選手。ポジションはクォーターバック（QB）。
NFLのシカゴ・ベアーズ、バッファロー・ビルズ、ピッツバーグ・スティーラーズを経て、現在は再びバッファロー・ビルズに所属している。

## 経歴

### シカゴ・ベアーズ
2017年のNFLドラフトでシカゴ・ベアーズから1巡目全体2位指名を受け、7月19日に1,925万ドルの契約金を含む、全額保証の4年2,900万ドルのルーキー契約を結んだ。
ルーキーシーズンは第5週からマイク・グレノンに代わって先発を務めた。
2018年シーズンは14試合に先発出場して3,223ヤードを投げ、24タッチダウンパス、12インターセプトを記録した。先発した試合は11勝3敗で、チームをNFC北地区優勝に導いた。プレーオフでは初戦のフィラデルフィア・イーグルス戦で敗れたものの、ジャレッド・ゴフの代理として自身初のプロボウルに選出された。
2019年シーズンは自己最多の15試合に先発出場し、3,138パス獲得ヤード、17タッチダウンパス、10インターセプトを記録した。
2020年シーズンは第3週のアトランタ・ファルコンズ戦の途中でベンチに下げられ、代わったニック・フォールズが逆転勝利に導いたことで、控えQBとなった。第8週のニューオーリンズ・セインツ戦で途中出場するも、タックルを受けて肩を負傷し、退場した。第12週から先発に復帰した。

### バッファロー・ビルズ
2021年3月22日、バッファロー・ビルズと1年契約を結んだ。

### ピッツバーグ・スティーラーズ
2022年3月14日、ピッツバーグ・スティーラーズと2年総額1,400万ドルの契約を結んだ。開幕から先発したが、第4週の後半からケニー・ピケットにその座を譲り、ピケットの怪我を受けて出場した試合では2勝1敗の成績を残した。
2023年5月19日、スティーラーズと2025年シーズンまで2年間の契約延長を行った。延長分の契約額は2年1,400万ドルで、2023年シーズンの契約も組みなおし、総額は3年間で1,940万ドルとされる。
2023年シーズンは控えQBとして開幕を迎えたが、ピケットの負傷により出場した3試合で3タッチダウンの一方で3インターセプトを喫し、シーズン終了後の2024年2月12日、スティーラーズからリリースされた。

### ビルズ復帰
2024年3月6日、古巣ビルズと2年525万ドルの契約を結んだ。